# سفیدماهی گوژپشت
 سفیدماهی گوژپشت(نام علمی: Coregonus pidschian) نام یک گونه از فرورده تکمیل‌استخوانان است.